# Cancel (corte española)

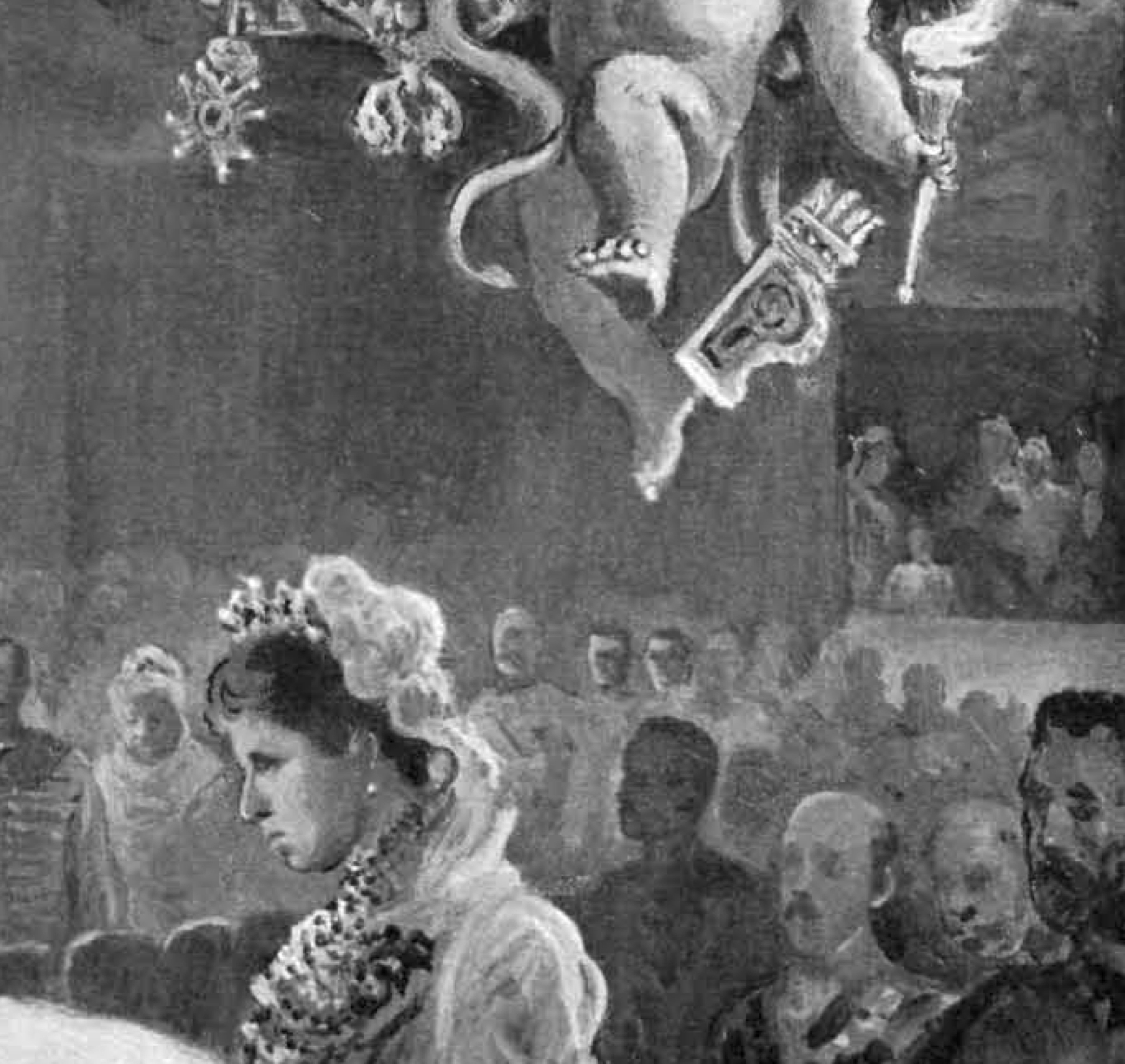
Vista de la tribuna de la capilla real de Madrid (Detalle de un dibujo de 1906 sobre el matrimonio de la infanta María Teresa)

La tribuna o cancel en la corte española era el lugar de la real capilla desde el que los reyes o las personas reales asistían a las ceremonias litúrgicas de forma privada.

## Historia
Desde finales del siglo XV, los soberanos españoles, cuando asistían a su capilla en palacio y lo hacían de forma pública, utilizaban la conocida como real cortina. Este elemento era conocido también como cama o camón, por ser de forma similar a un dosel de cama. 

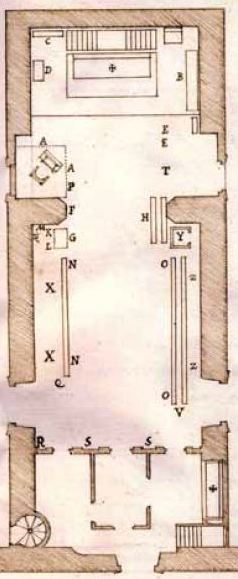
El cancel puede observarse en parte inferior central de la real capilla del Alcázar de Madrid, bajo las letras S. En la parte superior izquierda puede observarse la real cortina con su sitial, entre las letras A y F (Detalle de un plano de 1626)

Hacia la segunda década del siglo XVII, se arma en los pies de la capilla del Alcázar de Madrid, y bajo el coro, una especie de tribuna o cuarto con vidrios orientados hacia la capilla que permitían ver esta. El nuevo espacio servía para que el rey pudiera seguir las ceremonias litúrgicas de forma privada, sin que, desde el punto de vista ceremonial y de etiqueta, se le tuviera por presente. En estas ocasiones se decía que se asistía al cancel o a la tribuna, o también, en secreto. También servía como un lugar adecuado para que la reina e infantes y otras personas reales siguieran las ceremonias de la real capilla.
Desde su origen en el siglo XVII será conocido como cancel o tribuna. En el siglo XIX se impondría esta última denominación.

El cancel de la capilla del Alcázar el cancel fue descrito por el viajero Francisco de Tours en 1700: 

una separación adornada con paneles de cristal: allí estaba la Reina y todas las damas de Palacio. 

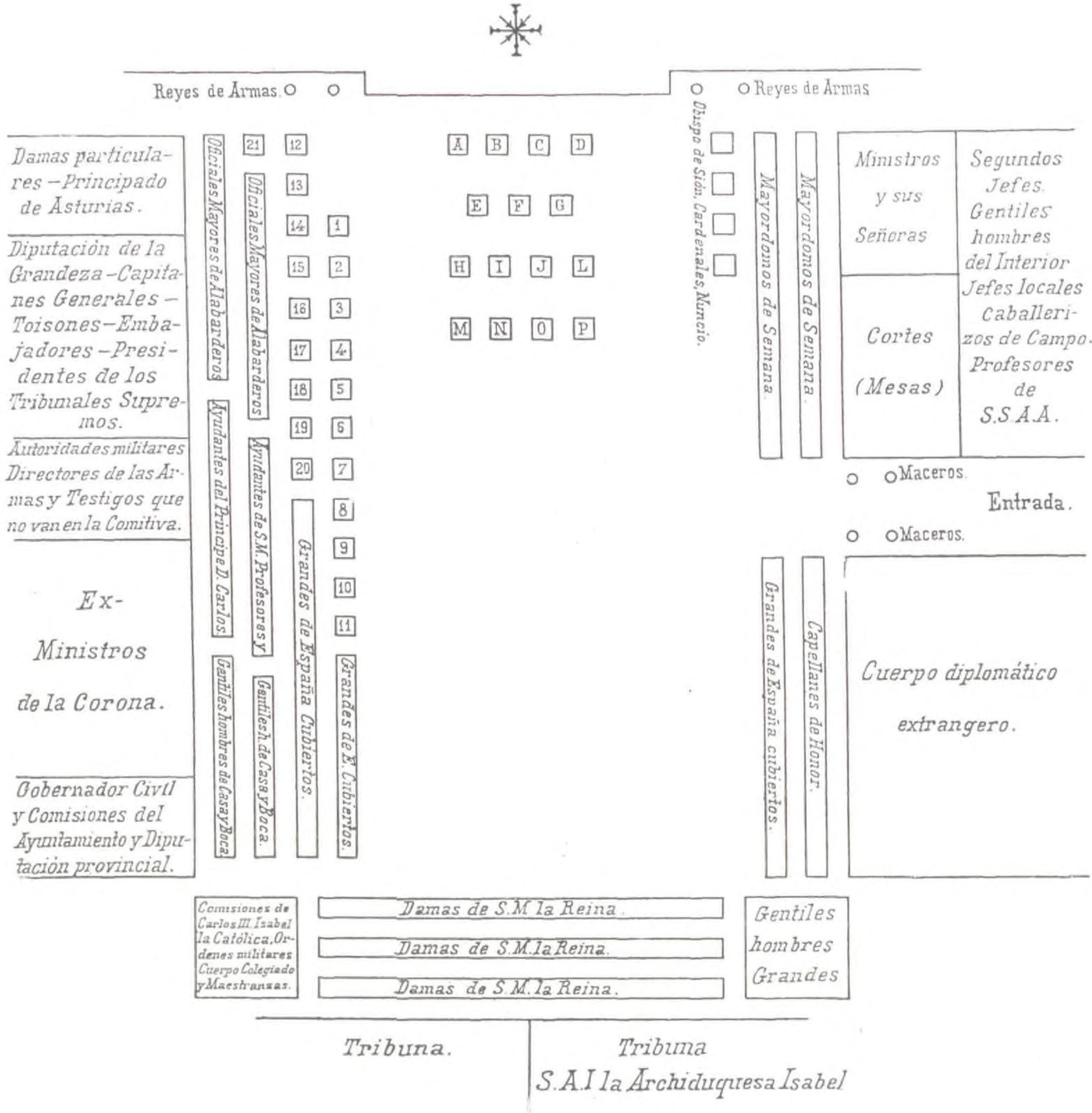
Croquis de la capilla real de Madrid para el matrimonio de María de las Mercedes, princesa de Asturias en 1901. En su parte inferior se marca la tribuna, ocupada en esta ocasión por la abuela de la novia, la archiduquesa Isabel de Austria.

Tras el incendio del Alcázar en la Navidad de 1734, la familia real pasó a residir en el palacio del Buen Retiro. En la iglesia del monasterio de los Jerónimos, anexa al palacio del Buen Retiro, y que hacía las veces de real capilla, se construyó una tribuna. Al poco tiempo se comenzó a planear y construir el palacio real nuevo. En su capilla, se dispuso una tribuna vitrada bajo el coro, en el mismo lugar respecto del esquema general de la capilla, en el que se encontraba la de la capilla del desaparecido alcázar. Desde 1681 y hasta al menos el reinado de Fernando VII se dividían las ceremonias religiosas de la corte española, en función de su carácter público o privado, en aquellas en las que el rey asiste a la cortina o asiste a la tribuna. Así en 1832 se señalaba que:
Todos los domingos y fiestas del año sale S.M. á Misa mayor á la tribuna.
En contraste el rey salía a la real cortina en algunas festividades puntuales señaladas por el ceremonial.
Al menos desde el reinado de Alfonso XIII se utilizaba la tribuna (por aquel entonces conocida también como tribuna baja) para aquellos miembros de la familia real que deseaban presenciar las ceremonias litúrgicas de forma discreta. En el caso de los príncipes extranjeros que no tenían rango asignado en la corte, este espacio servía para que presenciasen las ceremonias de la real capilla.
En la actualidad en la capilla real de Madrid continúa existiendo la tribuna vitrada, aunque no es utilizada por el monarca o las personas de la real familia cuando acuden a la Real Capilla.

### Individuales
1. ↑  Barcia, Roque (1887). «Cancel». Diccionario general etimológico de la lengua española. J. M. Faquineto. pp. 78-79. Consultado el 25 de diciembre de 2021.
2. ↑  Castaño Perea, Enrique (2012). «La Real Capilla del Alcázar de Madrid, análisis de la documentación gráfica existente para completar una reconstitución gráfica». EGA Expresión Gráfica Arquitectónica 17 (19): 180-189. ISSN 2254-6103. doi:10.4995/ega.2012.1369. Consultado el 25 de diciembre de 2021.
3. ↑  Fernández-Santos Ortiz-Iribas, Jorge (2011). «"Ostensio regis": la "Real Cortina" como espacio y manifestación del podepoder soberano de los Austrias españoles». POTESTAS. Estudios Del Mundo Clásico E Historia Del Arte (4): 189.
4. ↑  Castaño Perea, 2007, p. 133.
5. 1 2  Rodríguez Villa, 1875, p. 159.
6. ↑  Rodríguez Villa, 1875, p. 134.
7. ↑  Céspedes y Meneses, Gonzalo de (1634). «Capítulo XXI. Lo que pasaba ahora en Lisboa y el nacimiento de la infanta Margarita, María, Catalina, y su Bautismo, y breve fin.».  En Sebastian de Cormellas, ed. Historia de don Felipe IIII, rey de las Españas. p. 169. Consultado el 25 de diciembre de 2021.
8. ↑  Guzman, Diego de (1617). Reyna catolica vida y muerte de d. Margarita de Austria reyna de Espanna al rey d. Phelippe 3 n. sr. d. Diego de Guzman patriarcha de las Indias arcobispo de Tyra ... por Luis Sanchez. Consultado el 25 de diciembre de 2021.
9. ↑  Carrillo y Laso, Alonso (1657). «Discurso quinto». Origen de la dignidad de Grande de Castilla. Madrid. p. 26. Consultado el 25 de diciembre de 2021.
10. ↑  «Madrid, 2 de Febrero de 1723.- Los Reyes y el Príncipe visitan el santuario de Nuestra Señora de Valverde. Vuelven al Palacio de la Corte y asisten a la misa y sermón por el Cancel. Asisten al Santuario de Atocha y a las vísperas de al Purificación de Nuestra Señora. Llega la Infanta a la frontera de Francia y es recibida por el Duque de Osuna con una joya. Asiste al Te Deum en Irún.». Gaceta de Madrid (5). 2 de febrero de 1723. p. 20.
11. ↑  Citado en Castaño Perea, 2007, p. 297
12. ↑  «El 25. Fiesta del inefable...». Mercurio Histórico y Político. Marzo de 1752. p. 75.
13. ↑  Dias en que su magestad (que Dios guarde) sale a la capilla real publica, o privadamente para assistir en la cortina, o en la tribuna, y la hora en que empieçan en ella los divinos oficios. 1681.
14. 1 2  Eusebio Aguado, Impresor de Cámara de S.M. y de su Real Casa, ed. (1832). Tabla de las festividades a las que el Rey N. Señor (que Dios guarde) asiste asi a la cortina como a la tribuna de su Real Capilla de Palacio, y de las que se celebran anualmente en la misma y otras varias de Madrid. Madrid.
15. ↑  «Ceremonias palatinas». ABC (1.403) (Madrid). 10 de abril de 1909. p. 6.
16. ↑  «De palacio». ABC (1.403) (Madrid). 5 de abril de 1909. p. 5.